# Катричів
Катричів (рос. Катричев) — селище у Биковському районі Волгоградської області Російської Федерації.
Населення становить 1728  осіб. Входить до складу муніципального утворення Урало-Ахтубінське сільське поселення.

## Історія
Селище розташоване у межах українського історичного та культурного регіону Жовтий Клин.
Селище засноване 1890 року.
Згідно із законом від 21 лютого 2005 року № 1010-ОД органом місцевого самоврядування є Урало-Ахтубінське сільське поселення.

## Населення
| 2010 | 2012  | 2013  | 2014  | 2015  | 2016  | 2017  |
| ---- | ----- | ----- | ----- | ----- | ----- | ----- |
| 1897 | ↘1846 | ↘1814 | ↘1768 | ↘1752 | ↘1751 | ↘1728 |